# دهستان پایگلان
دهستان پایگلان نام دهستانی در بخش مرکزی شهرستان سروآباد، استان کردستان در ایران است. براساس سرشماری مرکز آمار ایران در سال ۱۳۸۵، جمعیت آن ۶۹۷۵ نفر (۱۶۸۰ خانوار) بوده‌است.